# سلوکیه (ترکیه)
سلوکیه (به ترکی استانبولی: Silifke) شهری است در کشور ترکیه که در استان مرسین واقع شده‌است. جمعیت این شهر بر اساس سرشماری سال ۲۰۰۸ میلادی ۵۰٬۳۲۷ نفر و بر اساس برآوردهای سال ۲۰۰۹ میلادی ۴۷٬۶۹۳ نفر می‌باشد.

## نگارخانه

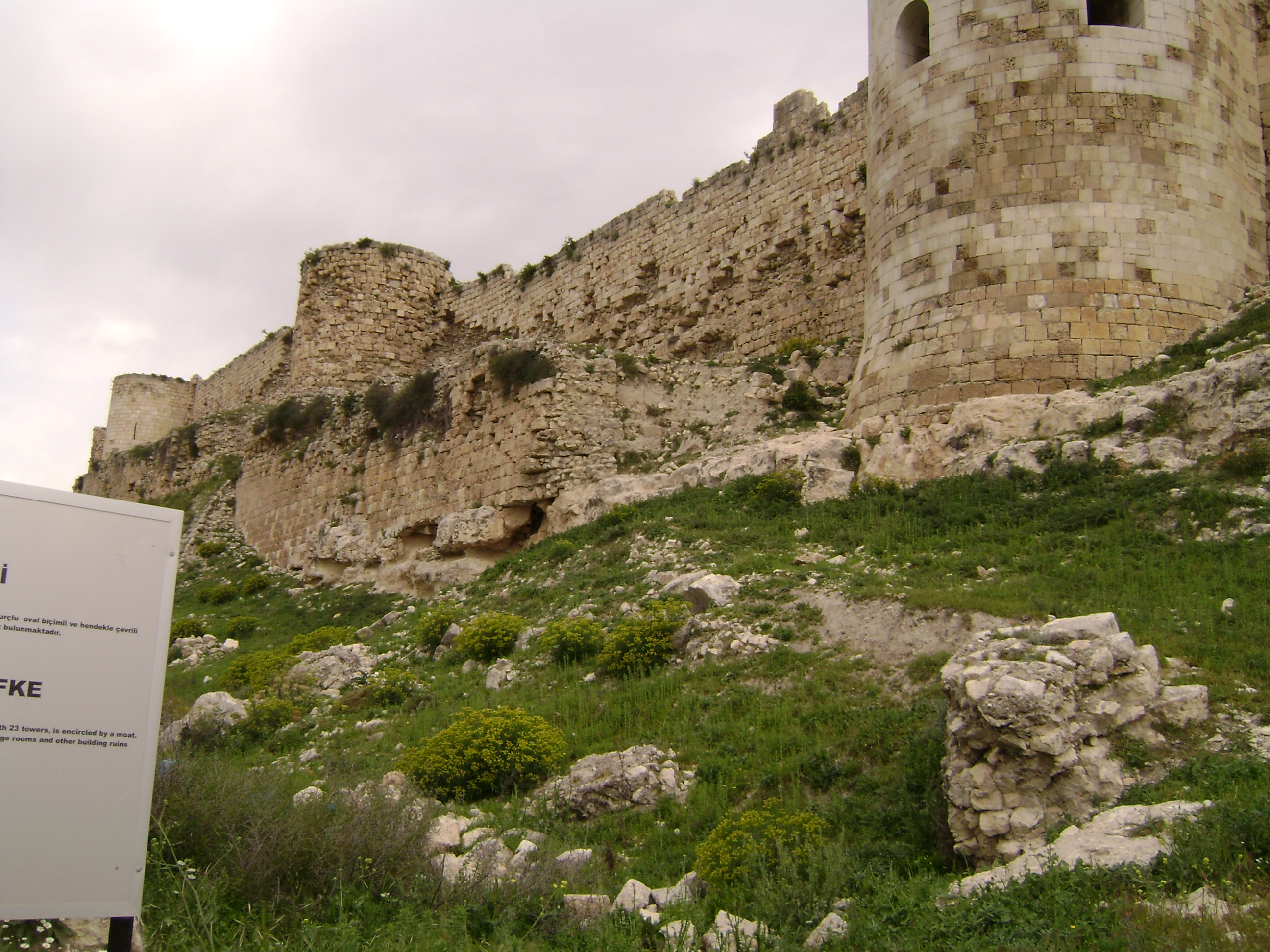
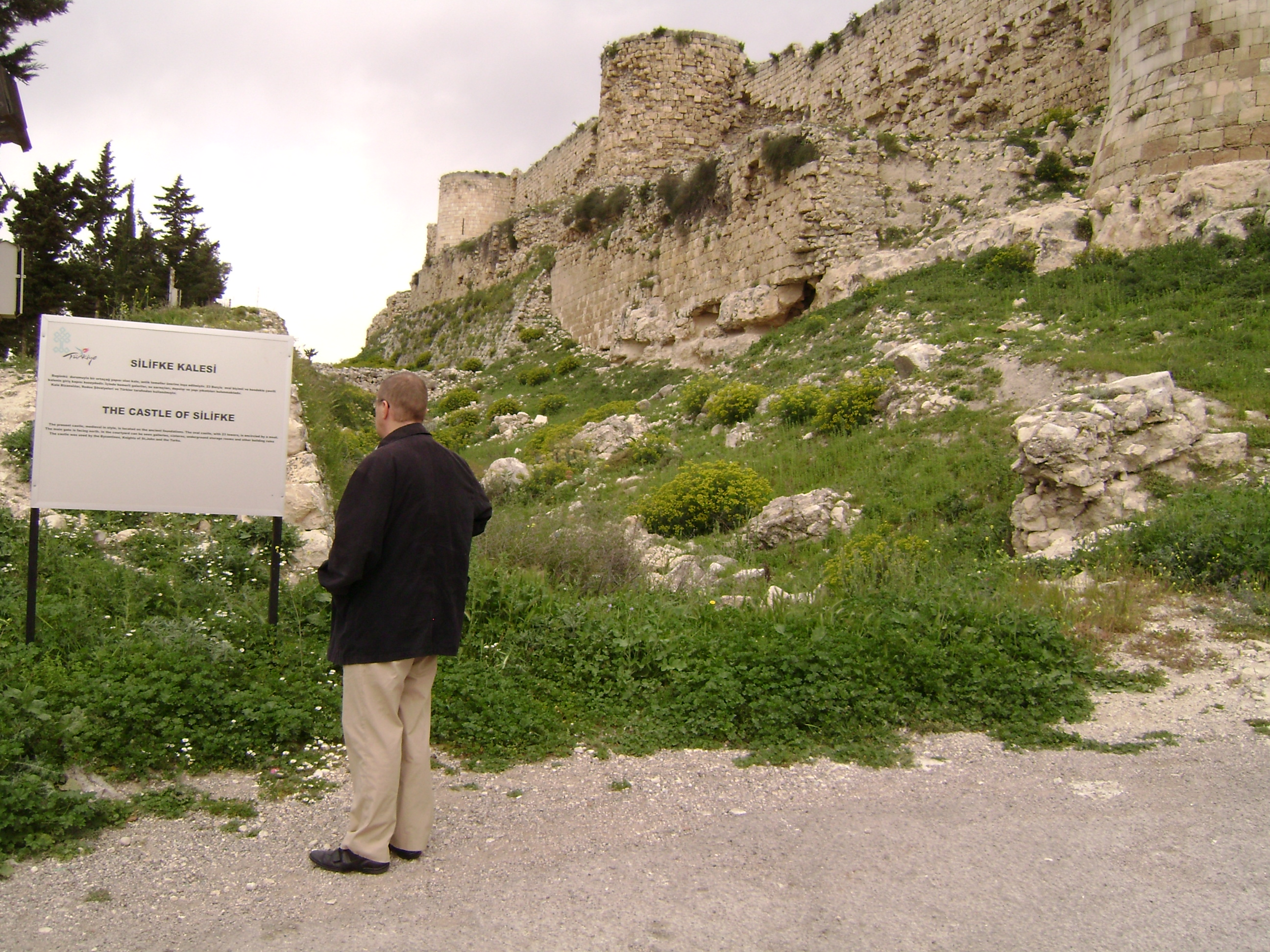
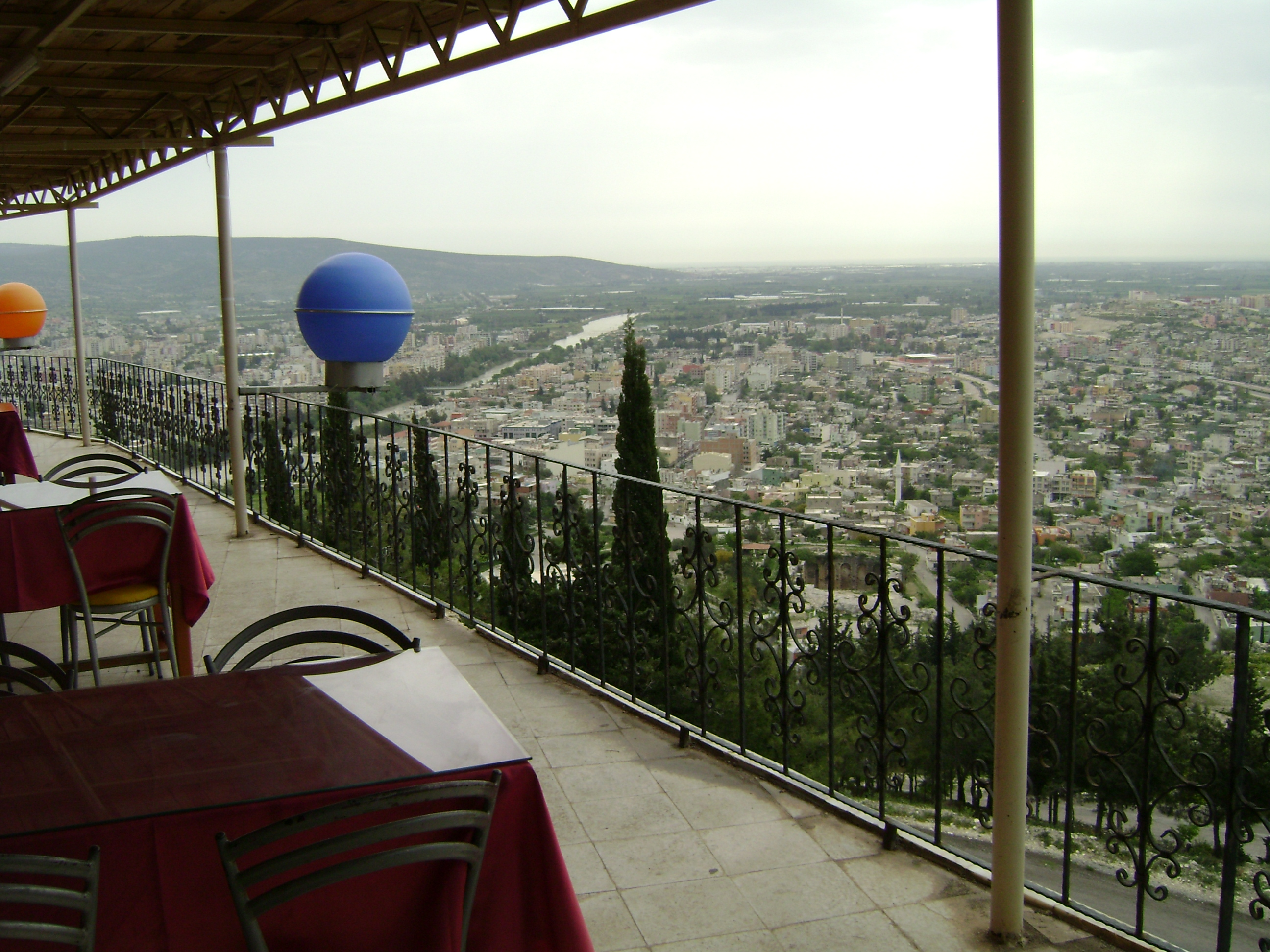
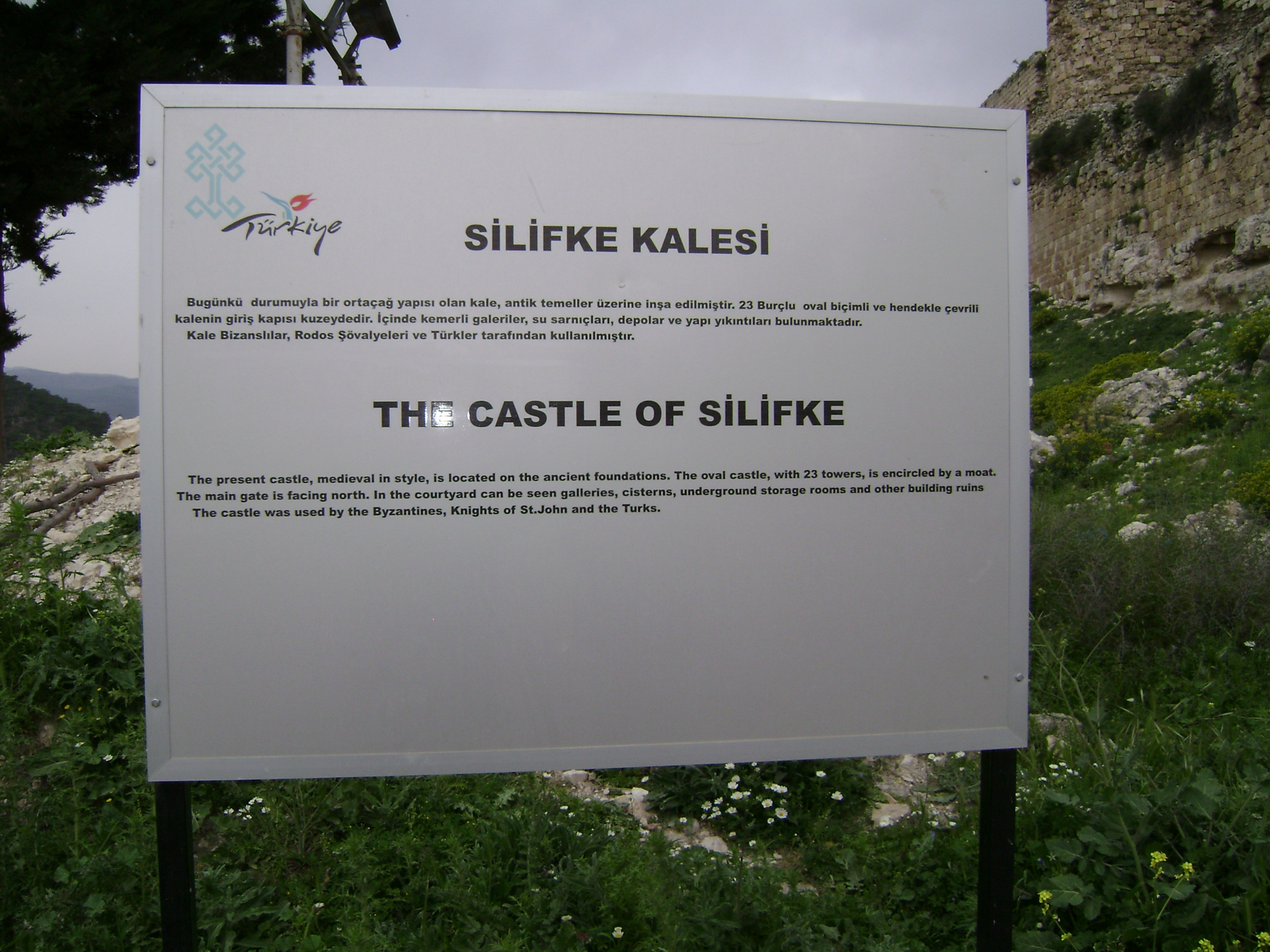